# Lee McNeill
Lee McNeill (Estados Unidos, 2 de diciembre de 1964-29 de septiembre de 2021) fue un atleta estadounidense, especializado en la prueba de 4 x 100 m en la que llegó a ser campeón mundial en 1987.

## Carrera deportiva
En el Mundial de Roma 1987 ganó la medalla de oro en los relevos 4 x 100 metros, con un tiempo de 37.90 segundos, llegando a la meta por delante de Reino Unido (plata) y Jamaica (bronce), siendo sus compañeros de equipo: Lee McRae, Harvey Glance y Carl Lewis.